# قانون الجنسية الألمانية
قانون الجنسية الألمانية هو القانون الذي يحكم اكتساب الجنسية الألمانية ونقلها وفقدانها. ويستند القانون على خليط من مبادئ حق الدم وحق التربة. وبعبارة أخرى يحصل الشخص عادة على الجنسية الألمانية إذا كان أحد الوالدين مواطنا ألمانيا بغض النظر عن مكان الولادة أو بالولادة في ألمانيا للآباء الذين يحملون جنسية أجنبية إذا تم الوفاء بشروط معينة. ومن الممكن أيضا تجنيس الرعايا الأجانب بعد فترة تتراوح بين ست وثماني سنوات من الإقامة القانونية في ألمانيا. ومع ذلك يجب على المواطنين غير الأوروبيين وغير السويسريين التخلي عن جنسيتهم القديمة قبل التجنس في ألمانيا. ويمكن لمواطني بلدان الاتحاد الأوروبي الأخرى وسويسرا عادة الاحتفاظ بمواطنتهم القديمة. ولا تسمح بعض دول الاتحاد الأوروبي بالمواطنة المزدوجة حتى مع دول الاتحاد الأوروبي الأخرى. يجب على المواطنين الألمان الراغبين في الحصول على جنسية غير الاتحاد الأوروبي أو غير السويسري والحفاظ على جنسيتهم الألمانية التقدم بطلب للحصول على إذن قبل الحصول على الجنسية الأخرى أو أنهم سوف يفقدون تلقائيا جنسيتهم الألمانية عندما يكتسبون الجنسية الأجنبية. لمزيد من التفاصيل راجع قسم «الجنسية المزدوجة».
وأقر البرلمان الألماني في عام 1999 إصلاحا كبيرا لقانون الجنسية ودخل حيز التنفيذ في 1 يناير 2000. ويسهل القانون المعدل على الأجانب المقيمين في ألمانيا على المدى الطويل ولا سيما أطفالهم المولودين في ألمانيا الحصول على الجنسية الألمانية.
قانون الجنسية الألماني السابق لعام 1913. تم تعديل قانون الجنسية بقوانين نورمبرغ في ألمانيا النازية وتم إبطال هذه التعديلات بعد هزيمة النازية من قبل ألمانيا المحتلة من قبل قوات التحالف خلال الحرب العالمية الثانية في عام 1945. صدقت ألمانيا على الاتفاقية الأوروبية بشأن الجنسية التي دخلت حيز التنفيذ في ألمانيا في 1 سبتمبر 2005. جميع المواطنين الألمان تلقائيا مواطنون من الاتحاد الأوروبي.

## التاريخ
قبل تشكيل الإمبراطورية الألمانية في عام 1871 كانت الولايات التي أصبحت جزءا من الإمبراطورية سيادية مع قوانين الجنسية الخاصة بها تلك التي من الجنوب (ولا سيما بافاريا) كونها ليبرالية تماما. ويمكن أن يعزى قانون الجنسية في بروسيا إلى «قانون احترام اكتساب وفقدان النوع كموضوع بروسي والقبول في المواطنة الأجنبية» في 31 ديسمبر 1842 الذي يقوم على مبدأ حق الدم. أصبح القانون البروسي الأساس للنظام القانوني للإمبراطورية الألمانية على الرغم من أن قوانين الجنسية للدولة لا تزال تطبق والمواطن الألماني هو الشخص الذي يحمل جنسية واحدة من ولايات الإمبراطورية الألمانية.
في 22 يوليو 1913 أنشأ قانون الجنسية في الإمبراطورية الألمانية والدول المواطنة الألمانية إما المستمدة من جنسية واحدة من الدول المكونة أو المكتسبة من خلال حكومة ألمانيا المركزية.
وبموجب قانون ألمانيا النازية تم تعديل قانون الجنسية الألماني في عام 1934 من أجل إلغاء جنسية الدولة المستقلة وخلق مواطنة ألمانية موحدة مع سلطة ألمانيا المركزية التي لها سلطة منح الجنسية الألمانية أو سحبها. في عام 1935، أنشأ قانون المواطنة الألمانى (Reichsbürgergesetz) وهو ثاني قوانين نورمبرغ فئة جديدة تسمى «موضوعات الدولة» (Staatsangehörige) التي تم تكليف اليهود بها وبالتالي سحب المواطنة من اليهود الذين كانوا مواطنين؛ فقط أولئك الذين يصنفون على أنها الألمانية أو ذات صلة بالدم.
في 13 مارس 1938 تم تمديد قانون الجنسية الألمانية إلى النمسا بعد آنشلوس التي ضمت النمسا إلى ألمانيا. وفي 27 أبريل 1945 وبعد هزيمة النازية أعيد تأسيس النمسا ومنح الجنسية النمساوية لجميع الأشخاص الذين كانوا نمساويين في ذلك التاريخ، وما زال قانون الجنسية في النمسا قبل عام 1938 ساري المفعول أي النمساويين الذين يحملون الجنسية الألمانية فقدوا ذلك. انظر أيضا قانون الجنسية النمساوية.
تم إلغاء التعديلات النازية لعام 1934 وقوانين نورمبرغ لعام 1935 من قبل ألمانيا المحتلة من قبل قوات التحالف في عام 1945 واستعادة قانون الجنسية لعام 1913 الذي ظل ساري المفعول حتى إصلاحات عام 1999.
تمنح المادة 116 (1) من القانون الأساسي الألماني (الدستور) رهنا بقوانين تنظم التفاصيل، الحق في المواطنة على أي شخص يقبل في ألمانيا (في حدود عام 1937) بوصفه «لاجئا أو كزوج أو سليل من هذا الشخص». وحتى عام 1990 كان الألمان الذين يعيشون في الخارج في بلد في الكتلة الشرقية السابقة يمكنهم الحصول على الجنسية من خلال إجراء تلقائي تقريبا. ومنذ عام 1990 تم تشديد القانون كل عام للحد من عدد المهاجرين مما يتطلب من المهاجرين إثبات المهارات اللغوية والانتماء الثقافي.
وتخول المادة 116 (2) للأشخاص وذريتهم والذين رفضت الحكومة النازية إضفاء الطابع الطبيعي عليها إذا رغبوا في ذلك ومن بين هؤلاء الذين بعد 8 مايو 1945 يأخذون الإقامة في ألمانيا تعتبر تلقائيا مواطنين ألمان. وقد سمح كلا القانونين (1) و (2) بعدد كبير من البولنديين والإسرائيليين المقيمين في بولندا وإسرائيل بأن يكونوا مواطنين ألمانيين في آن واحد.

## الولادة في ألمانيا
ويحصل الأطفال المولودون في 1 يناير 2000 أو بعده على الآباء غير الألمان على الجنسية الألمانية عند الولادة إذا كان أحد الوالدين على الأقل:
- لديه تصريح إقامة دائمة.
- يقيم في ألمانيا لمدة ثماني سنوات على الأقل.

ومن أجل الاحتفاظ بالجنسية الألمانية يطلب من هؤلاء الأطفال اتخاذ تدابير إيجابية بحلول سن 23 وبعد ذلك تنتهي جنسيتهم الألمانية خلاف ذلك. ويمكن أن تشمل هذه التدابير الإيجابية إثبات صلة مقدم الطلب بألمانيا، كما يتضح من واحد على الأقل مما يلي:
- يقيمون في ألمانيا لمدة ثماني سنوات على الأقل خلال السنوات ال 21 الأولى من حياتهم.
- قد حضر مدرسة في ألمانيا لمدة ست سنوات على الأقل.
- تخرج من مدرسة في ألمانيا.
- نجاح التدريب المهني في ألمانيا.

ويتم الوفاء بهذه المتطلبات في الغالبية العظمى من الحالات. إذا لم يتم الوفاء بها يمكن لمقدم الطلب أن يثبت بدلا من ذلك أنه لا يحمل أي جنسية أجنبية إلا في دولة عضو في الاتحاد الأوروبي أو دولة مثل المغرب ونيجيريا أو إيران التي ينص قانونها الداخلي على أنه لا يمكن فقدان مواطنتها.
ويحق للوالدين من مواطني المنطقة الاقتصادية الأوروبية أو سويسرا الحصول على تصاريح إقامة دائمة بعد خمس سنوات.

## النسب من أحد الوالدين الألمان
الشخص المولود من والد له جنسية ألمانية وقت ولادة الطفل هو مواطن ألماني. مكان الولادة ليس عاملا في تحديد المواطنة على أساس النسب.
- والمولودون بعد 1 يناير 1975 هم ألمان إذا كانت الأم أو الأب مواطن ألمانيا.
- أما المولودون قبل 1 يناير 1975 فلا يمكنهم عادة المطالبة بالجنسية الألمانية من الأب وليس الأم. وتشمل الاستثناءات الحالات التي يكون فيها الوالدان غير متزوجين (وفي هذه الحالة يمكن للأمهات الألمانيات أن يجتازن جنسيتهن) أو عندما تقدمت الأم الألمانية بطلب تسجيل الطفل في ألمانيا في 31 ديسمبر 1977 أو قبله.
- وتوجد قواعد خاصة لأولئك المولودين قبل 1 يوليه 1993 إذا كان الأب فقط ألماني وغير متزوج من الأم، يجب أن يعترف الأب بالأبوة وأن يتزوج الأم قبل 1 يوليه 1998.
- ولا يحصل الطفل المولود في بلد أجنبي على الجنسية الألمانية تلقائيا بعد الولادة، إذا ولد والده الألماني بعد 31 ديسمبر 1999 في بلد أجنبي ولديه مقر إقامته الرئيسي هناك. الاستثناءات هي:

1. ويكون الطفل عديمي الجنسية.
2. ويسجل الوالد الألماني ولادة الطفل في غضون سنة واحدة من الولادة إلى الوكالة الألمانية المسؤولة في الخارج.

- وفي حالة أن يكون الوالدان من المواطنين الألمان فإن الجنسية الألمانية لن تنتقل تلقائيا إذا ولد كلا الوالدين في الخارج بعد 31 ديسمبر 1999 ولديهما محل إقامة أولي خارج ألمانيا. الاستثناءات هي نفسها كما سبق.
- أما المولودون في ألمانيا والذين تم تبنيهم لبلد أجنبي فسيحتاجون إلى الاتصال بقنصلياتهم الألمانية المحلية لتوضيح الجنسية الألمانية.

الأشخاص الذين هم ألمان على أساس النسب من أحد الوالدين الألمانية لا يتعين عليهم التقدم بطلب للإبقاء على الجنسية الألمانية قبل سن 23 عاما. إذا اكتسبوا جنسية أخرى عند الولادة فإنها يمكن أن تستمر عادة في عقد هذا.

## تبني
يصبح الطفل الذي يتبناه مواطن ألماني مواطن ألماني تلقائيا إذا كان عمره أقل من 18 سنة في تاريخ تقديم طلب التبني. وبالتالي يتم منح الجنسية المزدوجة.

## التجنس كمواطن ألماني

### التجنس عن طريق الاستحقاق
والفرد الذي يستوفي جميع المعايير التالية له الحق في الجنسية كمواطن ألماني:
- كان يقيم عادة في ألمانيا لمدة 8 سنوات على الأقل (يمكن تخفيض هذه الفترة - انظر أدناه)، لكن بموجب القانون الجديد الصادر عن مجلس النواب في ألمانيا أصبح الآن يمكن التقدم بطلب للحصول على الجنسية الألمانية بعد 5 سنوات فقط من الإقامة بدلا من 8 سنوات[7]
- يكون له أهلية قانونية أو ممثل قانوني
- يؤكد التزامه الحالي والماضي بالنظام الدستوري الديمقراطي الحر المنصوص عليه في القانون الأساسي الألماني (أو أنه ملتزم حاليا بمثل هذه المبادئ، وقد ابتعد عن الدعم السابق للأفكار التي تتعارض مع هذه المبادئ)
- هو مواطن أوروبي أو سويسري حائز على تصريح إقامة مناسب يسمح بحرية تنقل الأشخاص أو مواطن غير أوروبي / سويسري منح حق إقامة دائمة
- وإنه قادر على دعم نفسه دون اللجوء إلى الإعانات
- وإنه لم يحكم عليه بفعل غير قانوني ولا يخضع لأي أمر قضائي يفرض إجراء للإصلاح والوقاية
- ويمتلك معرفة كافية باللغة الألمانية
- ويمتلك المعرفة بالنظام القانوني والمجتمع والظروف المعيشية في جمهورية ألمانيا الاتحادية

ويحق للفرد الذي ليس له الأهلية القانونية أن يكون طبيعيا كمواطن ألماني فقط عن طريق الإقامة العادية في ألمانيا لمدة لا تقل عن 8 سنوات وأنه لا يتعين عليه أن يفي بالمعايير الأخرى (مثل المعرفة الكافية للغة الألمانية والقدرة على أن يكون ذاتي الدعم دون اللجوء إلى المنافع).
وعادة ما يتوقع من المتقدمين للتجنيس أن يثبتوا أنهم قد تخلوا عن جنسيتهم الحالية أو سيفقدون ذلك تلقائيا عند التجنيس. وينطبق استثناء على أولئك الذين لا يستطيعون التخلي عن جنسيتهم بسهولة (مثل اللاجئين). وينطبق استثناء آخر على مواطني سويسرا والدول الأعضاء في الاتحاد الأوروبي.
ويمكن للشخص الذي يحق له الحصول على الجنسية كمواطن ألماني أن يطلب أيضا أن يتجنس زوجته وأطفاله القصر في نفس الوقت (لا يلزم أن يقيم زوجته وأولاده القصر عادة في ألمانيا لمدة 8 سنوات على الأقل).
وتشمل الاستثناءات من متطلبات الإقامة العادية ما يلي:
- يجوز للأشخاص الذين أكملوا دورة الاندماج أن يقلص شرط الإقامة إلى 7 سنوات
- إذا أظهر شخص أنه متكامل بشكل جيد ولديه مستوى أعلى من اللغة الألمانية من الشرط الأساسي للمواطنة الألمانية (أي أعلى من مستوى الإطار الأوروبي المرجعي العام للغات B1) قد يكون شرط الإقامة خفضت إلى 6 سنوات
- ويجوز تجنيس زوج مواطن ألماني بعد 3 سنوات من الإقامة الدائمة في ألمانيا. يجب أن يستمر الزواج لمدة سنتين على الأقل.
- يمكن للاجئين والأشخاص عديمي الجنسية التقدم بطلب بعد 6 سنوات من الإقامة المستمرة
- المواطنين الألمان السابقين

وهناك أحكام خاصة لضحايا الاضطهاد النازي وذريتهم.

### التجنس حسب التقدير
ويجوز تجنيس الفرد المقيم عادة في الخارج كمواطن ألماني إذا تمكن من إثبات وجود علاقات كافية مع ألمانيا تبرر تجنيسه.

### ضحايا الاضطهاد النازي
وبموجب المادة 116 من دستور ألمانيا والمعروفة باسم القانون الأساسي  يجوز لأي شخص حصل على الجنسية الألمانية خلال النظام النازي لأسباب سياسية أو عنصرية أو دينية أن يعيد اكتساب الجنسية. وتشمل المادة أيضا أحفاد الضحايا النازية ولا تتطلب منهم التخلي عن جنسية بلدانهم الجديدة.
وهذا لا ينطبق على من ولدوا قبل عام 1953 لأم يهودي ألماني: على الرغم من أن القانون الذي تم بموجبه منح الجنسية الألمانية من خلال الآباء فقط تم تغييره في عام 1953 إلا أن ذلك لم يتم بأثر رجعي.
وتنص اللوائح على أنه من حق من تم إلغاء جنسيتهم الحق في إعادة التجنس فقط إذا كان «يمكن الإجابة على السؤال الافتراضي التالي ب» نعم «: إذا لم يكن صاحب المطالبة الأساسي في دعوى التجنس محروما من لغته الألمانية الجنسية، هل اكتسب أحفاده الجنسية بالميلاد وفقا لقانون الجنسية الألماني الساري؟» 
ويشير «قانون الجنسية الألماني الساري» إلى أن «الأطفال المولودين في إطار الزواج بين 1 يناير 1914 و 31 ديسمبر 1974 حصلوا على الجنسية الألمانية فقط إذا كان الأب مواطنا ألمانيا وقت ولادته». تم منح بعض التنازلات ل «الأطفال المولودين في إطار الزواج بين 1 أبريل 1953 و 31 ديسمبر 1974 إلى الأم الألمانية وأب غير الألمانية» - ولكن ليس لأولئك الذين ولدوا في وقت سابق.
انظر أيضا إلى مشروع المواطنة الألمانية.

### الأطفال المولودون في ألمانيا
وبموجب الترتيبات الانتقالية في إصلاحات عام 1999 (اعتبارا من 1 يناير 2000) كان الأطفال الذين ولدوا في ألمانيا في عام 1990 أو في وقت لاحق وكان من الممكن أن يكون ألمانى قد تغير القانون حيز النفاذ في ذلك الوقت، يحق لهم التجنس كمواطنين ألمان.
- وكان طلب التجنيس مطلوبا بحلول 31 ديسمبر 2000.
- ويتعين على الطفل التقدم بطلب للحصول على الجنسية الألمانية قبل سن 23 عاما ويظهر عادة عدم وجود جنسية أجنبية أخرى في ذلك الوقت.

## إحصاءات التجنس
وفي الفترة بين عامي 1995 و 2004 حصل 424 278 1 مليون شخصا على الجنسية الألمانية عن طريق التجنيس. وهذا يعني أن حوالي 1.5٪ من مجموع السكان الألمان تم تجنيسهم خلال تلك الفترة.
| الدولة /السنة                             | 1995   | 1996   | 1997   | 1998    | 1999    | 2000    | 2001    | 2002    | 2003    | 2004    | 2011    | 2012    | 2015    |
| ----------------------------------------- | ------ | ------ | ------ | ------- | ------- | ------- | ------- | ------- | ------- | ------- | ------- | ------- | ------- |
| تركيا                                     | 31,578 | 46,294 | 42,240 | 59,664  | 103,900 | 82,861  | 76,573  | 64,631  | 56,244  | 44,465  | 28,103  | 33,246  | 19,695  |
| إيران                                     | 874    | 649    | 1,171  | 1,529   | 1,863   | 14,410  | 12,020  | 13,026  | 9,440   | 6,362   | 2,728   | 2,463   | 2,533   |
| صربيا والجبل الأسود                       | 3,623  | 2,967  | 2,244  | 2,721   | 3,444   | 9,776   | 12,000  | 8,375   | 5,504   | 3,539   | 6,309   | 6,085   | -       |
| أفغانستان                                 | 1,666  | 1,819  | 1,475  | 1,200   | 1,355   | 4,773   | 5,111   | 4,750   | 4,948   | 4,077   | 2,711   | 2,717   | 2,572   |
| المغرب                                    | 3,288  | 2,918  | 4,010  | 4,981   | 4,312   | 5,008   | 4,425   | 3,800   | 4,118   | 3,820   | -       | 2,852   | 2,551   |
| لبنان                                     | 595    | 784    | 1,159  | 1,782   | 2,491   | 5,673   | 4,486   | 3,300   | 2,651   | 2,265   | -       | 1,283   | 1,485   |
| كرواتيا                                   | 2,479  | 2,268  | 1,789  | 2,198   | 1,536   | 3,316   | 3,931   | 2,974   | 2,048   | 1,689   | -       | -       | 3,328   |
| البوسنة والهرسك                           | 2,010  | 1,926  | 995    | 3,469   | 4,238   | 4,002   | 3,791   | 2,357   | 1,770   | 2,103   | -       | 1,865   | 1,719   |
| فيتنام                                    | 3,357  | 3,464  | 3,129  | 3,452   | 2,270   | 4,489   | 3,014   | 1,482   | 1,423   | 1,371   | 2,428   | 3,299   | 1,929   |
| باكستان                                   | -      | -      | -      | -       | -       | -       | -       | -       | -       | -       | 1,151   | 1,251   | 1,393   |
| بولندا                                    | 10,174 | 7,872  | 5,763  | 4,968   | 2,787   | 1,604   | 1,774   | 2,646   | 2,990   | 7,499   | 4,281   | 4,496   | 5,957   |
| روسيا                                     | –      | –      | –      | –       | –       | 4,583   | 4,972   | 3,734   | 2,764   | 4,381   | 2,965   | 3,167   | 2,329   |
| أوكرانيا                                  | –      | –      | –      | –       | –       | 2,978   | 3,295   | 3,656   | 3,889   | 3,844   | 4,264   | 3,691   | 4,168   |
| العراق                                    | 364    | 363    | 290    | 319     | 483     | 984     | 1,264   | 1,721   | 2,999   | 3,564   | 4,790   | 3,510   | 3,450   |
| إسرائيل                                   | 1,025  | 0      | 584    | 0       | 802     | 1,101   | 1,364   | 1,739   | 2,844   | 3,164   | 1,971   | 1,438   | 1,481   |
| نيجيريا                                   | –      | –      | –      | –       | –       | -       | -       | -       | -       | -       | -       | -       | 1,099   |
| المجموع (بما في ذلك البلدان غير المذكورة) | 71,981 | 86,356 | 82,913 | 106,790 | 143,267 | 186,688 | 178,098 | 154,547 | 140,731 | 127,153 | 106,897 | 112,348 | 107,317 |

## فقدان الجنسية الألمانية
وتفقد الجنسية الألمانية تلقائيا عندما يكتسب مواطن ألماني طوعا جنسية بلد آخر باستثناء:
1. عندما يكتسب المواطن الألماني جنسية من داخل الاتحاد الأوروبي أو سويسرا أو بلد آخره لديها معاهدة مماثلة مع ألمانيا.
2. عندما يتم الحصول على إذن للحصول على الجنسية الأجنبية ومنحها قبل التجنس الأجنبي. ويؤدي عدم الحصول على ما يسمى بالترخيص للاحتفاظ بالجنسية الألمانية قبل التجنس إلى فقدان الفرد تلقائيا الجنسية الألمانية بعد أن يصبح مواطنا من مواطني بلد آخر.[10]

وتشمل الحالات الأخرى التي يمكن فيها فقدان الجنسية الألمانية ما يلي:
- الأشخاص الذين يحصلون على الجنسية الألمانية على أساس ولادة في ألمانيا (من دون والدة ألمانية) يفقدون الجنسية الألمانية تلقائيا في سن 23 إذا لم يتم تطبيقها بنجاح للاحتفاظ بالجنسية الألمانية. إذا كان من المطلوب الحفاظ على الجنسية الأجنبية يجب أن يتم الطلب قبل سن 21.
- ويجوز للمواطن الألماني الذي يخدم طواعية في جيش أجنبي (علاوة على الخدمة العسكرية الإجبارية) اعتبارا من 1 يناير 2000 أن يفقد الجنسية الألمانية ما لم يحصل على إذن من الحكومة الألمانية. واعتبارا من 6 يوليه 2011، يمنح الإذن بالخدمة العسكرية الإجبارية تلقائيا لجيوش الاتحاد الأوروبي ورابطة التجارة الحرة الأوروبية ومنظمة حلف شمال الأطلسي وجيوش أستراليا وإسرائيل واليابان ونيوزيلندا وجمهورية كوريا.[13]
- الطفل الألماني الذي يتبناه الآباء الأجانب، حيث يكتسب الطفل تلقائيا جنسية الوالدين بالتبني بموجب قانون بلد الوالدين بالتبني. (على سبيل المثال، لم يكن الطفل الألماني الذي اعتمده الأمريكيون قبل 27 فبراير 2001، وهو التاريخ الفعلي لقانون جنسية الطفل الأمريكي لعام 2000، قد فقد تلقائيا جنسيته الألمانية، لأن الطفل لم يحصل تلقائيا على جنسية الولايات المتحدة من قبل بحكم اعتمادها من قبل مواطني الولايات المتحدة.) ينطبق استثناء حيث يتم الحفاظ على الروابط القانونية مع الأم الألمانية.

## الجنسية المزدوجة
مسموح به في ظل الظروف التالية:
1. إذا كانت الجنسية الأخرى هي دولة أخرى في الاتحاد الأوروبي أو سويسرا. يجب على المواطنين غير الأوروبيين وغير السويسريين التخلي عن جنسيتهم القديمة إذا كانوا يريدون أن يصبحوا مواطنين ألمان. هناك استثناءات لمواطني الدول التي لا تسمح لمواطنيها بالتخلي عن جنسيتهم (على سبيل المثال: الأرجنتين وبوليفيا والبرازيل وكوستاريكا لكن: في حالة البرازيل من الممكن التخلي عن جنسيتك من خلال شرط في البرازيل القنصلية إذا كنت قد حصلت بالفعل على جنسية أخرى طوعا ولكن ليس مطلوبا منها القيام بذلك؛ ولا تسمح بلدان حق التربة التالية بالتخلي إلا إذا اكتسبت الجنسية بصورة غير طوعية بالولادة هناك إلى الآباء غير المواطنين: الجمهورية الدومينيكية وإكوادور وغواتيمالا وهندوراس والمكسيك ونيكاراغوا وأوروغواي) أو إذا كانت عملية التخلي صعبة للغاية أو مهينة أو مكلفة (مثل أفغانستان والجزائر وأنغولا وكوبا وإريتريا وإيران والعراق ولبنان والمغرب ونيجيريا وسوريا وتايلاند وتونس والولايات المتحدة الأمريكية) أو نادرا في حالات فردية إذا كان التخلي عن الجنسية القديمة يعني مساوئ هائلة للشخص المعني.
2. إذا اكتسب المواطن الألماني جنسية غير أوروبية أو غير سويسرية بإذن من الحكومة الألمانية (على سبيل المثال الروابط أو الممتلكات النسبية القائمة في ألمانيا أو في البلد الآخر أو إذا كان الاحتلال في الخارج يتطلب مواطنة محلية التنفيذ). وعادة ما يعني الحصول الطوعي على الجنسية غير الأوروبية أو غير السويسرية دون إذن فقدان تلقائي للجنسية الألمانية (ولكن انظر النقطة 4). ولا يكون الإذن ضروريا إذا كانت الجنسية الأخرى من بلد آخر في الاتحاد الأوروبي أو سويسرا أو إذا تم الحصول على الجنسية المزدوجة عند الولادة.
3. إذا كان الشخص لاجئا ويحمل وثيقة سفر 1951 خلال التجنيس.
4. إذا اكتسب الطفل المولود للوالدين الألمان جنسية أخرى عند الولادة (على سبيل المثال استنادا إلى مكان الولادة (الولادة في بلدان حق التربة معظمها من الأمريكتين) أو النسب من أحد الوالدين (أحد الوالدين الألمان ووالد أجنبي واحد).
5. ويحصل الأطفال المولودون في 1 يناير 2000 أو بعده على الآباء غير الألمان على الجنسية الألمانية عند الولادة إذا كان أحد الوالدين على الأقل لديه تصريح إقامة دائمة (وكان هذا الوضع لمدة ثلاث سنوات على الأقل) وكان الوالد مقيما في ألمانيا لمدة ثمانية سنوات. يجب أن يكون الأطفال قد عاشوا في ألمانيا لمدة ثماني سنوات على الأقل أو أن يذهبوا إلى المدرسة لمدة ست سنوات حتى عيد ميلادهم ال 21. فالوالدين غير المواطنين من خارج الاتحاد الأوروبي وغير السويسريين الذين ولدوا ونشأوا في الخارج لا يستطيعون عادة الحصول على جنسية مزدوجة (ولكن انظر النقطة 1).

## حرية سفر المواطنين الألمان

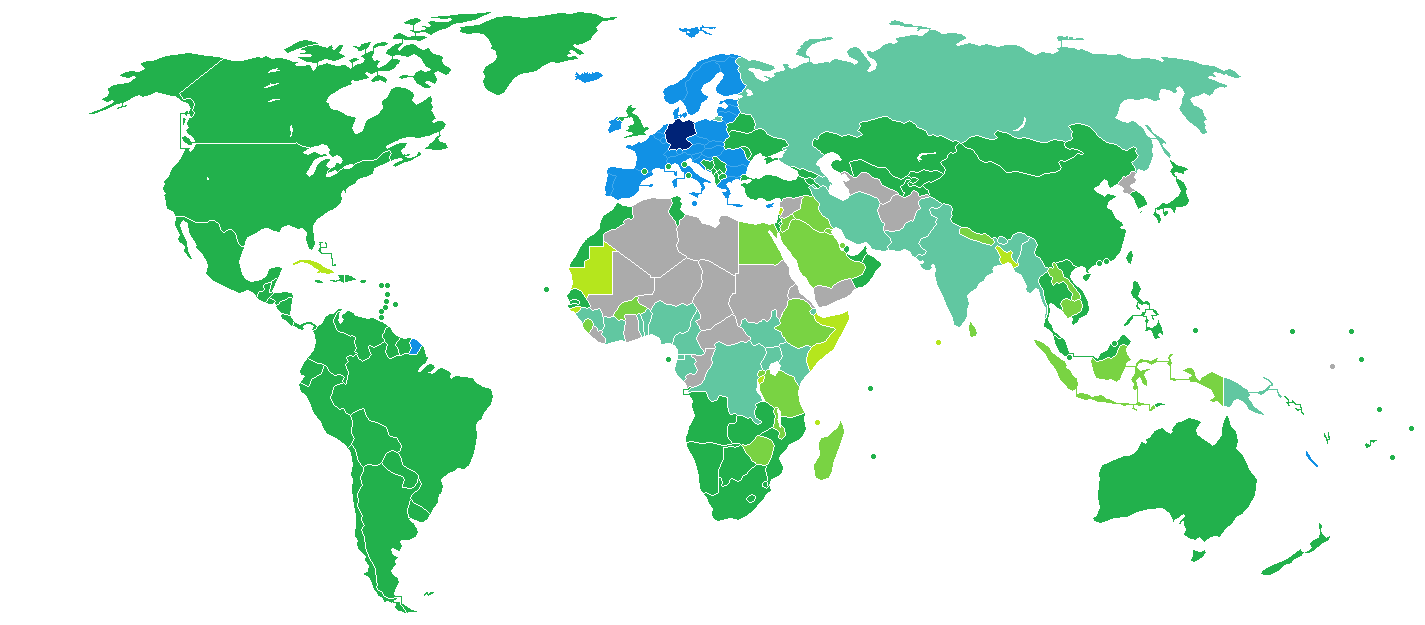
متطلبات التأشيرة للمواطنين الألمان

متطلبات التأشيرة للمواطنين الألمان هي قيود الدخول الإداري من قبل سلطات الدول الأخرى الموضوعة على مواطني ألمانيا. اعتبارا من 1 يناير 2017 كان للمواطنين الألمان تأشيرة دخول أو تأشيرة عند وصولهم إلى 176 دولة وإقليما ليحتل المرتبة الأولى جواز السفر الألماني من حيث حرية السفر وفقا لمؤشر القيود على التأشيرة. بالإضافة إلى ذلك نشرت منظمة السياحة العالمية أيضا تقريرا في 15 يناير 2016 ترتيب جواز السفر الألماني 1 في العالم (مرتبطة مع الدنمارك وفنلندا وإيطاليا ولوكسمبورغ وسنغافورة والمملكة المتحدة) من حيث حرية السفر مع مؤشر التنقل من 160 من أصل 215 .

## مواطنة الاتحاد الأوروبي
والمواطنون الألمان هم أيضا من مواطني الاتحاد الأوروبي ومن ثم يتمتعون بحرية التنقل ولهم الحق في التصويت في انتخابات البرلمان الأوروبي. وعندما يكون في دولة غير الاتحاد الأوروبي حيث لا يوجد سفارة ألمانية يحق للمواطنين الألمان الحصول على الحماية القنصلية من سفارة أي دولة أخرى في الاتحاد الأوروبي موجودة في ذلك البلد.

## الألمان الذين يعيشون في الخارج
الألمان الذين يعيشون في الخارج معروفين باسم المهاجرين الألمان. وعادة ما لا يدفع المهاجرون الألمان الضرائب إلى ألمانيا. ويسمح للألمان في الخارج بالتصويت في الانتخابات الاتحادية في الجمهورية (الانتخابات العامة). وفقا لوزارة الخارجية الألمانية في برلين «يمكن للمواطنين الألمان الذين لديهم إقامة دائمة في الخارج المشاركة في الانتخابات الاتحادية في ألمانيا والانتخابات الأوروبية والناخبين الألمان الذين يقيمون بشكل دائم في بلدان خارج الاتحاد الأوروبي في الخارج وليسوا مقيمين في ألمانيا أكثر من ذلك لا يمكن أن تشارك في الانتخابات الألمانية والمحلية الألمانية ومع ذلك يمكن للمواطنين الألمان الذين يعيشون بشكل دائم في دول الاتحاد الأوروبي الأخرى التصويت في الانتخابات البلدية في بلد إقامتهم».
http://www.konsularinfo.diplo.de/Vertretung/konsularinfo/de/06/Wahl/Wahlneu.html
المصطلح الألماني Auslandsdeutsche يستخدم أحيانا في هذا المعنى ولكنه يستخدم أيضا بشكل مستقل للإشارة إلى الألمان الأصليين والمجتمعات الناطقة بالألمانية في الخارج.
وتعقد القضية من قبل قانون حق العودة الألماني فيما يتعلق Spätaussiedler والناس الذين ليس لديهم الجنسية الألمانية ولكن من الناحية النظرية يحق له لأن الدولة الألمانية تعتبرهم المواطنين الألمان مثل ألمان فولغا في كازاخستان.
توجد مجتمعات كبيرة من المواطنين الألمان في الخارج في البلدان التالية:

### المواطنين الألمان الذين يعيشون في الخارج
- هولندا: 368,512 (2008، 2.19٪ من السكان الهولنديين، يشمل الجيل الثاني من المهاجرين) [15]
- سويسرا: 265,944 (2009، 3.3٪ من سكان سويسرا)[16]
- النمسا: 124,710 (2008، 1.5٪ من السكان النمساويين)[17]
- أستراليا: 106,524 (2006، 0.53٪ من السكان الأستراليين)[18]
- المملكة المتحدة: 92,000 (2008، 0.15٪ من سكان المملكة المتحدة)[19]
- فرنسا: 75,057 (1999، 0.12٪ من السكان الفرنسيين).[20]
- بولندا: 64,000 - كل من الجنسية الألمانية والبولندية (0.17٪ من السكان البولنديين- تعداد عام 2011)، 45,000 - الجنسية الألمانية (0.12٪- تعداد 2011) [21]

### الناس من العرق الألماني يعيشون في الخارج
- رومانيا: 36,884 ألمانى (تعداد عام 2011)[22]
- روسيا: 597,212 ألمانى (2002، 0.4٪ من السكان الروس).[23]
- المجر: 131,951 عرقيا ألمانيا (1.9٪ من السكان الهنغاريين- تعداد 2011) [24]

كان هناك عدد 786,000 ألمانى في رومانيا في فترة ما بين الحربين في عام 1939. الدكتور جيرهارد رايشنينغ وداي ديوتسشن في زهلن 1995 صفحة 17 الولايات المتحدة الأمريكية: أعداد كبيرة من المواطنين الألمان يعيشون بشكل دائم في الولايات المتحدة وخاصة الأكاديميين والفنانين وخبراء الكمبيوتر والمهندسين ورجال الأعمال. ووفقا للبعثات الألمانية في الولايات المتحدة، «لا يطلب من المواطنين الألمان المقيمين في الخارج التسجيل لدى السفارة الألمانية لذلك نحن غير قادرين على معرفة عدد المواطنين الألمان الذين يعيشون في أمريكا».بعض هؤلاء الألمان في الخارج يحملون جوازات سفر من كل من ألمانيا والولايات المتحدة.
http://www.germany.info/Vertretung/usa/en/02__GIC/GIC/02/f__a__q__seite.html نسخة محفوظة 29 أغسطس 2014 على موقع واي باك مشين.
.

## روابط خارجية
- Federal Agency for Immigration and Naturalisation (German language)
- Background Paper, German Citizenship
- Nationality Law, Federal Ministry of Justice